# 印度情報局
印度情報局（[Intelligence Bureau] 错误：{{Langx}}：參數 |links= 和 |link= 衝突（帮助））是印度的情报机构之一，它主要负责印度国内安全和情报工作。其工作主要有情报收集、反情报和反恐任务。1887年成立。

## 历史
1885年，查爾斯·麥格雷戈少將（[Charles MacGregor] 错误：{{Langx}}：參數 |links= 和 |link= 衝突（帮助））被任命為西姆拉英屬印度陸軍軍需將軍，負責這個地區的情報活動。當時的主要工作重點是監視俄羅斯在阿富汗的軍隊部署，以避免從西北部入侵英屬印度。1909年，為了因應印度革命活動的發展，在英國成立了印度政治情報局。1921年，它被稱為印度政治情報局（[Indian Political Intelligence] 错误：{{Langx}}：參數 |links= 和 |link= 衝突（帮助）），是一個由印度辦事處和印度政府聯合管理的監視和監測機構，與蘇格蘭場和軍情五處保持密切聯繫。1947年印度獨立後，印度政治情報局更名為內政部情報局。